# Gülnar
Gülnar ist eine Stadtgemeinde (Belediye) im gleichnamigen Ilçe (Landkreis) der Provinz Mersin in der türkischen Mittelmeerregion und gleichzeitig ein Stadtbezirk der 1993 gebildeten Büyükşehir belediyesi Mersin (Großstadtgemeinde/Metropolprovinz). Seit der Gebietsreform ab 2013 ist die Gemeinde flächen- und einwohnermäßig identisch mit dem Landkreis. Die im Stadtlogo manifestierte Jahreszahl (1924) dürfte ein Hinweis auf das Jahr der Erhebung zur Stadtgemeinde (Belediye) sein.

## Geografie
Der Kreis/Stadtbezirk liegt im Süden der Provinz und grenzt im Süden an Aydıncık, im Osten an Bozyazı, im Nordwesten an die Provinz Karaman, im Norden an Mut sowie im Osten an Silifke. Im Südosten besteht ein schmaler Zugang zum Mittelmeer.
Das frühere Gilindere (Kelenderis) und heutige Aydıncık war Namensgeber von Gülnar. Gülnar wurde 1867 gegründet und 1916 umgesiedelt.

## Verwaltung
Der Kreis (bzw. Kaza  als Vorgänger) bestand schon vor der Gründung der Türkischen Republik 1923 und wies zur ersten Volkszählung (1927) 19.370 Einwohner in 50 Dörfern (auf 1.775 km² Fläche) auf, davon 640 Einwohner im Verwaltungssitz Gulnar (damalige, an das französisch angelehnte Schreibweise).
(Bis) Ende 2012 bestand der Landkreis neben der Kreisstadt aus vier Stadtgemeinden (Büyükeceli, Köseçobanlı, Kuskan und Zeyne) sowie 41 Dörfern (Köy), die während der Verwaltungsreform 2013/2014 in Mahalle (Stadtviertel/Ortsteile) überführt wurden. Die fünf existierenden Mahalle der Kreisstadt blieben erhalten, während die Mahalle der elf o. g. anderen Belediye vereint und zu je einem Mahalle reduziert wurden. Durch Herabstufung dieser Belediye und der Dörfer zu Mahalle stieg deren Anzahl auf 50. Ihnen steht ein Muhtar als oberster Beamter vor.
Ende 2020 lebten durchschnittlich 506 Menschen in jedem Mahalle, 2.384 Einw. im bevölkerungsreichsten (Saray Mah.).

## Atomkraftwerk Akkuyu
Direkt am Mittelmeer, etwa 100 km südwestlich der Provinzhauptstadt Mersin und südlich von Büyükeceli liegt Akkuyu. Die türkische Regierung genehmigte dort 1976 den Bau eines Kernkraftwerks.
Bei Akkuyu stoßen mehrere tektonische Platten (Anatolische Platte, Arabische Platte, Afrikanische Platte und Eurasische Platte) zusammen. Daher erntet dieses Vorhaben seit langem viel Kritik; erst recht seit dem verheerenden Erdbeben in Japan und der Nuklearkatastrophe von Fukushima im März 2011. 2008 plante man eine Leistung von 3000 bis 5000 MW, dies entspricht drei oder vier Kernreaktoren.

## Sehenswertes
Etwa acht Kilometer südöstlich von Gülnar liegt auf einem Felssporn die Ruine der antiken Festung von Meydancıkkale.